# Oscillation antarctique
L’oscillation antarctique (OAA), pour la distinguer de l'oscillation arctique ou OA), également connue sous le nom de mode annulaire sud (MAS), est une variation basse fréquence de variabilité atmosphérique de l'hémisphère sud. Elle se définit comme une ceinture de forts vents d'ouest, associés à des dépressions entourant l'Antarctique, qui se déplace vers le nord ou le sud selon un cycle défini.
C'est un moteur climatique des pays austraux comme l'Australie, la Nouvelle-Zélande et le sud de l'Amérique du Sud, influençant la trajectoire des tempêtes et des fronts froids qui se déplacent d'ouest en est et apportent des précipitations. En plus, les vents produisent une remontée d'eau le long de la côte antarctique qui influence la fonte des glaces.

## Définition
Le mode annulaire sud est généralement défini comme la différence de la pression zonale moyenne au niveau de la mer à 40° S (latitudes moyennes) et 65° S (Antarctique). L'OAA a trois phases : positive, négative ou normale. Chaque phase négative ou positive dure environ d'une semaine à plusieurs mois.
C'est l'un des seuls systèmes atmosphériques de la planète qui se renforce au lieu de s’affaiblir avec les changements climatiques, selon un climatologue de l’université de l'Arizona dans une étude sur l’interaction entre les vents et les icebergs au large de l’Antarctique. Cela est dû au fait que l’Antarctique se réchauffe moins vite que l’Équateur ce qui augmente la force des vents entre les deux à cause de l'augmentation de la différence de température. Le corridor de vent se déplace aussi vers le pôle Sud au lieu de rester sur la côte.

## Phases et effets

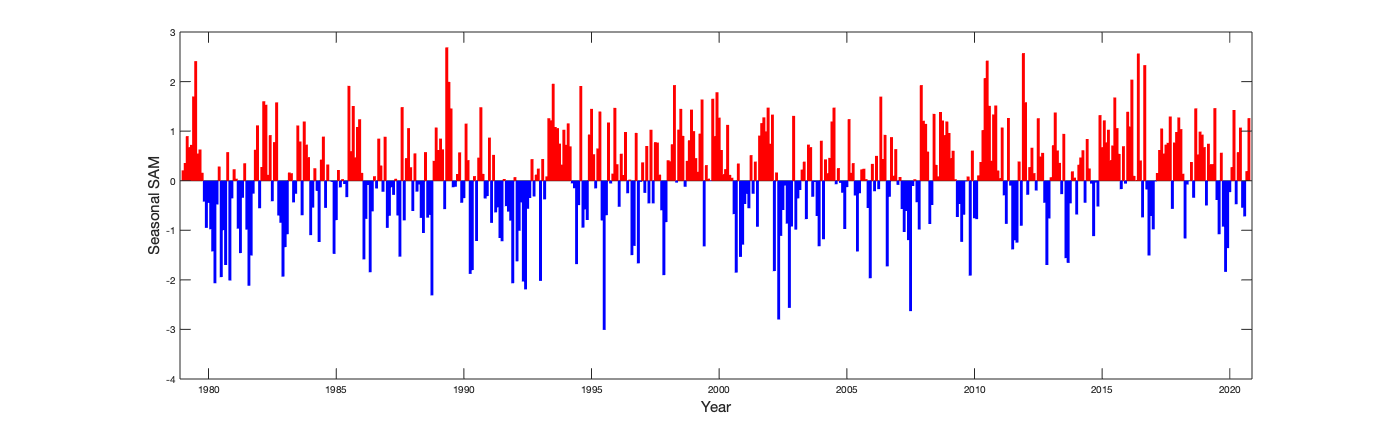
MAS de 1979 au début 2020.

Comme les vents d'Ouest sont associés à des dépressions et aux précipitations, les conditions météorologiques sur une région particulière de la zone au nord de l'Antarctique vont grandement varier selon la phase de l'OAA. Cependant, elles sont différentes en hiver et en été car la position des vents d'Ouest est plus au Nord en hiver.
Dans sa phase positive, la ceinture de vent d'ouest qui entraîne le courant circumpolaire antarctique s'intensifie et se contracte vers l'Antarctique. Sa phase négative implique que cette ceinture se déplace au contraire vers l'équateur.

### Australie
En Australie, la phase positive augmenterait les précipitations (y compris les dépressions de la côte Est) et réduirait la chaleur dans le sud-est de l'Australie en été en raison des flux plus élevés de l'océan Pacifique et, en hiver, diminuerait la neige dans les zones alpines et les précipitations dans l'extrême sud et sud-ouest. Cette phase se produirait plus fréquemment avec un événement La Niña.
La phase négative diminue les précipitations dans le sud-est de l'Australie en été et augmente la possibilité de vagues de chaleur printanières. De plus, les hivers seront généralement plus humides que la normale dans le sud et le sud-ouest avec plus de chutes de neige dans les zones alpines, mais plus secs sur la côte est en raison des écoulements moins humides sur le rivage de l'est. Cette phase sera généralement plus fréquente avec un événement El Niño.

### Antarctique
Les vents associés au mode annulaire sud provoquent une remontée océanique des eaux profondes circumpolaires chaudes le long du plateau continental antarctique qui a été lié à la fonte basale du plateau de glace,. Ceci représente un possible mécanisme qui pourrait déstabiliser de grandes portions de la calotte glaciaire antarctique,.
En 2014, la chercheuse Nerilie Abram a utilisé un réseau d'enregistrements de carottes de glace et de croissance d'arbres sensibles à la température pour reconstruire une histoire de 1000 ans du mode annulaire sud. Ces travaux suggérèrent que le mode annulaire sud est actuellement dans sa phase positive la plus extrême au cours des 1 000 dernières années au moins, et que les récentes tendances positives sont attribuées à l'augmentation des niveaux de gaz à effet de serre et plus tard à l'appauvrissement de la couche d'ozone stratosphérique.
Dans une étude d'octobre 2019, publiée dans la revue Scientific Reports, les chercheurs sont parvenus à calculer l’influence de l’oscillation de l’Antarctique depuis 6200 ans. Il y est expliqué qu’il y a 400 ans, le MAS a connu un changement sans précédent qui semble avoir accéléré la fonte des barrières glaciaires. Cela a fragilisé les glaciers antarctiques, ce qui augmente l’impact des changements climatiques.